# NGC 2224
NGC 2224 – grupa gwiazd znajdująca się w gwiazdozbiorze Bliźniąt, prawdopodobnie gromada otwarta. Odkrył ją William Herschel 24 grudnia 1786 roku. Znajduje się w odległości ok. 7,9 tys. lat świetlnych od Słońca oraz 25,3 tys. lat świetlnych od centrum Galaktyki.